# Alžběta Johana Vestonie

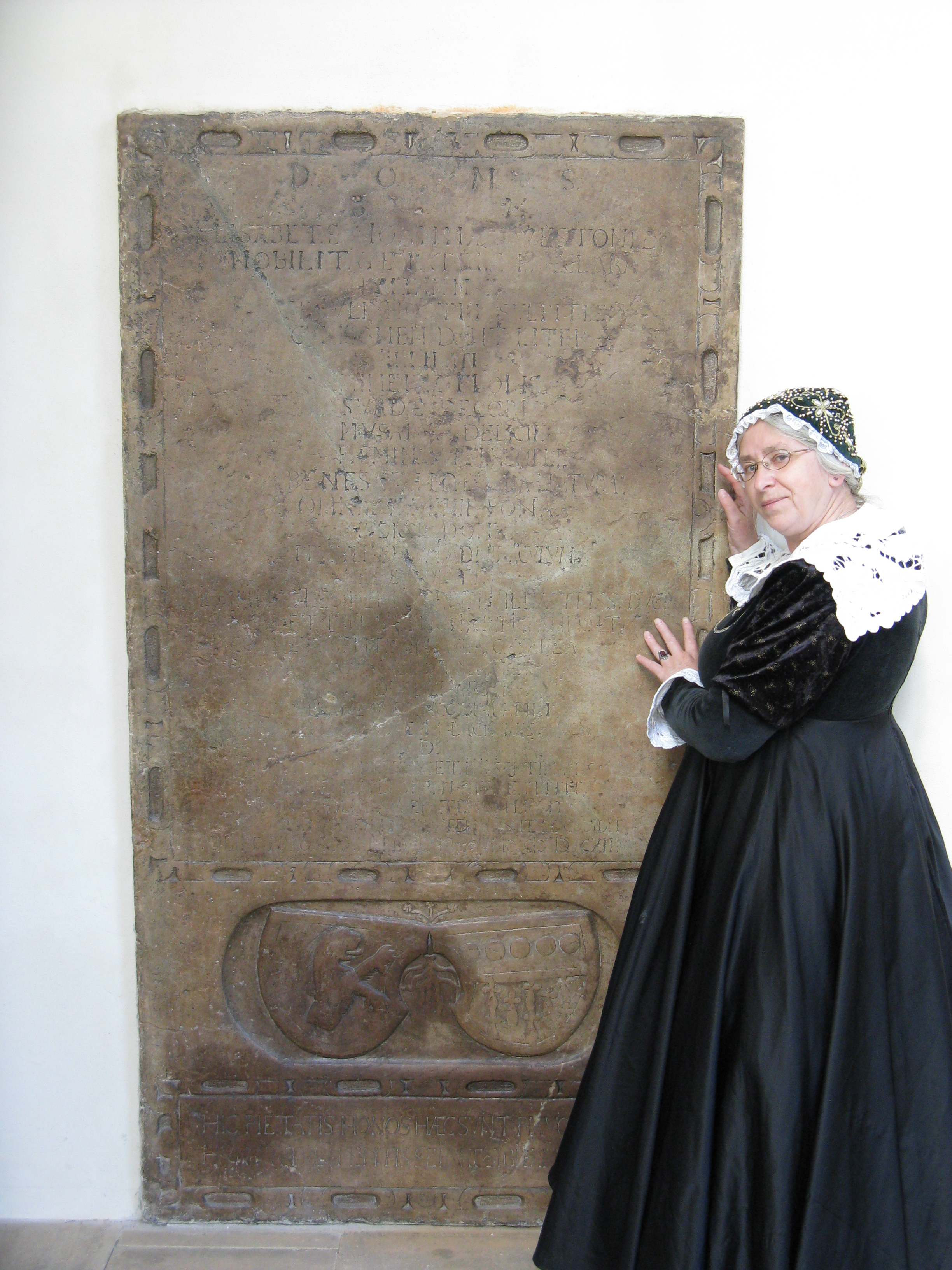
Alžbětin náhrobek v klášteře obutých augustiniánů na Malé Straně v Praze

Alžběta Johana Vestonie, též Westonia či Elizabeth Jane Weston, (2. listopadu 1581 Chipping Norton, Anglie – 23. listopadu 1612, Praha) byla latinsky píšící básnířka anglického původu žijící v Čechách, představitelka tzv. neolatinské poezie. Je považována za první autorku působící na území dnešního Česka.

## Život a tvorba
Narodila se ve městečku Chipping Norton v anglickém hrabství Oxfordshire jako dcera Jane Cooperové. Otec John Weston, o němž není nic známo, zemřel, když jí nebyl ani rok. Matka se záhy provdala za alchymistu anglického původu Edwarda Kelleyho a novomanželé se přestěhovali do Čech, kde Kelley působil na dvoře Rudolfa II.
Alžběta a její starší bratr Jan František (John Francis) se zanedlouho přestěhovali za matkou do Čech, kde si v Mostě jejich matka koupila dům a zemědělskou usedlost. Část dětství Alžběta prožila snad v Třeboni. Nevlastní otec zajistil oběma dětem vynikající vzdělání, k Alžbětiným učitelům patřil např. latiník Johann Hammon. Alžběta údajně mluvila plynně česky, anglicky, německy, italsky a latinsky. Když Kelley upadl u císaře v nemilost, a posléze v roce 1597 zemřel, finanční situace rodiny se zhoršila. Bratr na studiích v Ingolstadtu se netěšil dobrému zdraví a zemřel v roce 1600.
Alžběta rozesílala prosebné dopisy vlivným lidem ve snaze získat pro sebe a matku finanční podporu. Určitou podporu a kontakty na císařský dvůr Rudolfa II. jim poskytl humanista a kněz Jiří Barthold Pontanus z Breitenberka. Alžběta byla osobně nebo prostřednictvím korespondence ve spojení s mnoha básníky (Jiří Carolides z Karlsperka, Julius Caesar Scaliger, Paulus Melissus), hudebníky (Philippe de Monte, kapelník Mikuláš Maius), politiky (místokancléř Jindřich Domináček z Písnice) i filozofy (Justus Lipsius).
Její tvorby si všiml slezský básník Georg Martinius von Baldhoven a v roce 1602 vydal ve dvou svazcích její první sbírku latinských básní Poemata. Šest let nato vyšla druhá sbírka Parthenica, která obsahuje mimo jiné i verše věnované dobrodinci, císařskému agentovi a právníkovi Janu Leonovi z Eisenachu. Za něj se Alžběta v roce 1603 provdala a postupně mu porodila tři dcery a čtyři syny, chlapci však zemřeli v útlém dětství. Zřejmě následkem častých porodů zemřela v 31 letech, v roce 1612. Byla pochována v ambitu kláštera obutých augustiniánů při kostele sv. Tomáše na Malé Straně.

## Dílo
- Poemata
- Parthenicon

Soubor jejích textů vyšel česky prvně až v roce 2003 pod názvem Proměny osudu. Některé Alžbětiny básně jsou věnovány Praze, jedna popisuje i pražské záplavy.
Psala také bajky, epigramy i další literární útvary.
Ve své době byla nesmírně populární a zvali ji proto např. desátá múza, čtvrtá Grácie, div světa, ženský Ovidius, malostranská Sapfó i nejučenější ženou století.